# فيكتور هوغو غونزاليس
فيكتور هوغو غونزاليس (بالإسبانية: Víctor Hugo González) هو دراج كولومبي، ولد في 21 مايو 1974 في فوساغاسوجا
```
في 
كولومبيا
.
[
2
]
```

## وصلات خارجية
- فيكتور هوغو غونزاليس على موقع الاتحاد الدولي للدراجات (الإنجليزية)
- فيكتور هوغو غونزاليس على موقع أرشيف الدراجات (الإنجليزية)
- فيكتور هوغو غونزاليس على موقع إحصائيات الدراجات الإحترافية (الإنجليزية)